# Vienna Open 2006 - Qualificazioni singolare
Le qualificazioni del singolare al Vienna Open 2006 sono state un torneo di tennis preliminare per accedere alla fase finale della manifestazione. I vincitori dell'ultimo turno sono entrati di diritto nel tabellone principale. In caso di ritiro di uno o più giocatori aventi diritto a questi sono subentrati i lucky loser, ossia i giocatori che hanno perso nell'ultimo turno ma che avevano una classifica più alta rispetto agli altri partecipanti che avevano comunque perso nel turno finale.
Le qualificazioni del torneo Vienna Open  2006 prevedevano 16 partecipanti di cui 4 sono entrati nel tabellone principale.

## Teste di serie
1. Alejandro Falla (Qualificato)
2. Łukasz Kubot (Qualificato)
3. Simone Bolelli (Qualificato)
4. Tomáš Zíb (ultimo turno)

1. George Bastl (ultimo turno)
2. Saša Tuksar (primo turno)
3. Irakli Labadze (ultimo turno)
4. Marin Čilić (Qualificato)

## Qualificati
1. Alejandro Falla
2. Łukasz Kubot

1. Simone Bolelli
2. Marin Čilić

## Tabellone

### Legenda
| - Q = Qualificato - WC = Wild card - LL = Lucky loser | - ALT = Alternate - SE = Special Exempt - PR = Protected Ranking | - w/o = Walkover - r = Ritirato - d = Squalificato |

### Sezione 1
|  | Primo turno | Primo turno     | Primo turno  | Primo turno | Primo turno |  |  | Ultimo turno | Ultimo turno    | Ultimo turno    | Ultimo turno | Ultimo turno |  |
|  |             |                 |              |             |             |  |  |              |                 |                 |              |              |  |
|  | 1           | Alejandro Falla | 6            | 3           | 6           |  |  |              |                 |                 |              |              |  |
|  |             | Pavel Šnobel    | 2            | 6           | 1           |  |  | 1            | Alejandro Falla | Alejandro Falla | 6            | 6            |  |
|  | 5           | George Bastl    | George Bastl | 6           | 7           |  |  | 5            | George Bastl    | George Bastl    | 2            | 2            |  |
|  |             | Markus Hipfl    | Markus Hipfl | 4           | 5           |  |  |              |                 |                 |              |              |  |

### Sezione 2
|  | Primo turno | Primo turno       | Primo turno       | Primo turno | Primo turno |  |  | Ultimo turno | Ultimo turno | Ultimo turno | Ultimo turno | Ultimo turno |  |
|  |             |                   |                   |             |             |  |  |              |              |              |              |              |  |
|  | 2           | Łukasz Kubot      | Łukasz Kubot      | 6           | 6           |  |  |              |              |              |              |              |  |
|  |             | Armin Sandbichler | Armin Sandbichler | 1           | 3           |  |  | 2            | Łukasz Kubot | Łukasz Kubot | 6            | 6            |  |
|  |             | Saša Tuksar       | Saša Tuksar       | 6           | 6           |  |  |              | Saša Tuksar  | Saša Tuksar  | 3            | 4            |  |
|  | 6           | Tomáš Cakl        | Tomáš Cakl        | 1           | 1           |  |  |              |              |              |              |              |  |

### Sezione 3
|  | Primo turno | Primo turno     | Primo turno | Primo turno | Primo turno |  |  | Ultimo turno | Ultimo turno   | Ultimo turno   | Ultimo turno | Ultimo turno |  |
|  |             |                 |             |             |             |  |  |              |                |                |              |              |  |
|  | 3           | Simone Bolelli  | 7           | 2           | 6           |  |  |              |                |                |              |              |  |
|  |             | Jan Vacek       | 63          | 6           | 4           |  |  | 3            | Simone Bolelli | Simone Bolelli | 7            | 6            |  |
|  | 7           | Irakli Labadze  | 611         | 6           | 6           |  |  | 7            | Irakli Labadze | Irakli Labadze | 65           | 2            |  |
|  |             | Michal Mertiňák | 7           | 2           | 4           |  |  |              |                |                |              |              |  |

### Sezione 4
|  | Primo turno | Primo turno           | Primo turno | Primo turno | Primo turno |  |  | Ultimo turno | Ultimo turno | Ultimo turno | Ultimo turno | Ultimo turno |  |
|  |             |                       |             |             |             |  |  |              |              |              |              |              |  |
|  | 4           | Tomáš Zíb             | 3           | 6           | 6           |  |  |              |              |              |              |              |  |
|  |             | Bohdan Ulihrach       | 6           | 3           | 2           |  |  | 4            | Tomáš Zíb    | 4            | 7            | 3            |  |
|  | 8           | Marin Čilić           | 6           | 68          | 6           |  |  | 8            | Marin Čilić  | 6            | 64           | 6            |  |
|  |             | Andreas Haider-Maurer | 2           | 7           | 2           |  |  |              |              |              |              |              |  |